# Walter Hill
Walter Hill (n. 10 ianuarie 1942, Long Beach, California, SUA) este un regizor, scenarist și producător de film american cunoscut pentru filmele sale de acțiune și revigorarea genului Western. A regizat filme ca Luptătorul din New Orleans (1975), Șoferul (1978), 48 de ore (1982) și continuarea sa Alte 48 de ore (1990). A regizat episoade ale unor seriale TV ca Tales from the Crypt sau Deadwood și a produs filmele din franciza Alien.

## Filmografie

### Regie
- 1975 Luptătorul din New Orleans (Hard Times)
- 1978 Șoferul (The Driver)
- 1979 Războinicii (The Warriors)
- 1980 Banda fraților James (The Long Riders)
- 1981 Jocul cu moartea (Southern Comfort)
- 1982 48 de ore (48 Hrs.)
- 1984 Străzile în flăcări (Streets of Fire)
- 1985 Moștenire buclucașă (Brewster's Millions)
- 1986 La răscruce de drumuri (Crossroads)
- 1987 Pedeapsa capitală (Extreme Prejudice)
- 1988 Febra roșie (Red Heat)
- 1989 Johnny Băiat Frumos (Johnny Handsome)
- 1990 Alte 48 de ore (Another 48 Hrs.)
- 1992 Comoara care ucide (Trespass)
- 1993 Geronimo: O legendă americană (Geronimo: An American Legend)
- 1995 Sălbaticul Bill (Wild Bill)
- 1996 Supraviețuitorul (Last Man Standing)
- 2000 Supernova
- 2002 Fără egal (Undisputed)
- 2006 Călătorie periculoasă (Broken Trail)
- 2013 Glonț în cap (Bullet to the Head)
- 2016 The Assignment
- 2022 Mort pentru un dolar (Dead for a Dollar)

### Scenarist
- 1972 Magnum Heat (Hickey & Boggs)
- 1972 Lovitura (The Getaway), regia Sam Peckinpah
- 1973 Webster ist nicht zu fassen (The Thief Who Came to Dinner)
- 1973 Der Mackintosh-Mann (The MacKintosh Man)
- 1975 Piscina ucigașă (The Drowning Pool)
- 1975 Luptătorul din New Orleans (Hard Times)
- 1977 Dog and Cat (film TV)
- 1977 Dog and Cat (serial TV)
- 1986 Aliens - Misiune de pedeapsă (Aliens)
- 1992 Alien 3 (Alien³)
- 1994 Dă lovitura și fugi (The Getaway), regia Roger Donaldson
- 2012 Glonț în cap (Bullet to the Head)
- 2016 The Assignment
- 2022 Mort pentru un dolar (Dead for a Dollar)

### Televiziune
| An        | Titlu                   | Ca      | Ca        | Ca         | Note |
| An        | Titlu                   | Regizor | Scenarist | Producător | Note |
| --------- | ----------------------- | ------- | --------- | ---------- | --- |
| 1977      | Dog and Cat             | Nu      | Da        | Nu         | |
| 1989–1991 | Aventuri în Casa Morții | Da      | Da        | executiv   | A regizat 3 episoade |
| 1992      | Two-Fisted Tales        | Nu      | Nu        | executiv   | film TV |
| 1997      | Perversions of Science  | Da      | Nu        | executiv   | A regizat 1 episod |
| 2004      | Deadwood                | Da      | Nu        | Nu         | 1 episod DGA Award for Outstanding Directing – Drama Series Primetime Emmy Award for Outstanding Directing for a Drama Series |
| 2006      | Broken Trail            | Da      | Nu        | Da         | A regizat 2 episoade DGA Award for Outstanding Directing – Television Film                                                    |
| 2010      | Madso's War             | Da      | Nu        | Nu         | film TV, ca Rob Marcus |